# Бозорґ-Абад
Бозорґ-Абад (перс. بزرگ اباد‎) — село в Ірані, входить до складу дехестану Південний Барандузчай у Центральному бахші шахрестану Урмія провінції Західний Азербайджан.